# Pterolophia tuberculithorax
Pterolophia tuberculithorax är en skalbaggsart som beskrevs av Stefan von Breuning 1973. Pterolophia tuberculithorax ingår i släktet Pterolophia och familjen långhorningar. Inga underarter finns listade i Catalogue of Life.